# 魏清德
魏清德（1887年—1964年），字潤庵，號佁儗子、尺寸園，臺灣新竹市人，記者、作家、翻譯家、收藏家。

## 生平
魏清德出身文人家族，在新竹市頗有名望，家庭信仰儒教並在家中供奉孔子像。他少時在張麟書門下學習漢文與曾吉甫門下學習漢詩，在1903年自新竹公學校（今新竹國小）第一屆畢業，入總督府國語學校（今臺北師範學校），1906年從師範畢業後至新竹中港公學校（今苗栗縣竹南鎮竹南國民小學）擔任訓導，並於1909年參加第二回普通文官考試合格。1910年1月，經櫻井勉介紹進入《臺灣日日新報》，由編輯員做起。
1911年，魏清德因報社特派而赴中國大陸參觀，同行54人中多為日本人，同為臺灣人的還有新竹鄉親的鄭神賓。自1月2日從淡水起程，在廈門登岸，轉至汕頭、潮州、香港、廣州市。5 日抵香港，13日返回臺灣。回來後自1月15日至2月22日，他在《臺灣日日新報》上發表〈南清遊覽記錄〉分22回記述此旅。
1913年4月13日，魏清德首次赴日旅遊，主要目的是參拜伏見桃山陵與參觀大阪明治紀念拓殖博覽會，16日於日本下關登岸、經大阪、京都、東京、橫濱、名古屋、奈良、再回到大阪至神戶，於5月2日返回臺灣。為此旅行，他寫下〈東遊見聞錄〉33回及〈東遊吟草〉13回、詩62首。途中到訪天王寺，一行人坐上空中纜車，不巧所乘纜車中途故障，停滯半小時，次日大阪新聞記者報導此次故障意外，描述在半空纜車上的臺灣人害怕落淚。他批評報導誇張失實，反駁就算「臺人雖野蠻」，也不至於如此不堪，並提到當時車上無人掉淚，倒是日人與臺人起哄玩笑。
政治方面，1920年起，魏清德陸續任臺灣勸業無盡株式會社監察役、臺北市社會事業委員、臺北市學務委員等。1923年獲頒學者褒章，同時獲頒褒章的還有《臺灣日日新報》同事謝雪漁。
文化方面，1927年成為臺北詩社瀛社副社長。另外是日人漢詩團體南雅吟社中，僅有的台灣人社員。同年1927年7月成為《臺灣日日新報》漢文部主任。1930年7月至8月間，在《臺灣日日新報》發表共計 25 篇的〈島人士趣味一班〉，介紹臺灣人的各種嗜好，包括金石書畫收藏、臺灣的收藏家及其藏品、圍棋、猜燈謎、園藝、音樂等等。1936年任臺北州協議會會員。
魏清德晚年任台灣省合會公司總經理，仍熱心文藝活動。去世前一年的1963年，膺選為國際桂冠詩人。

## 思想特色
中國與日本兩次旅行帶來的文化衝擊，讓魏清德思考現代化、殖民主義、臺灣人認同兩難等問題，認為國家要富強就要現代化，才能與其他列強並列，因此認同西方現代性與殖民主義的擴張。但文學、繪畫上，他依然偏愛中國傳統文化。
魏清德也與胡適、梁啟超等名人結交。梁啟超還曾寫給魏清德，信中要託他幫忙代買一份《福爾摩沙》雜誌寄到兵庫縣。
魏清德長期擔任為《臺灣日日新報》（日治時期最大官報）的漢文編輯，對於古典漢文、海外新知多所了解。身居重要媒體的要位，時常在報紙上發表具有現代性色彩的論述，討論「啟蒙」和「殖民」的關聯。以東洋本位的文明論述，時常與官方主流論述有所對話。:43-44

## 作品

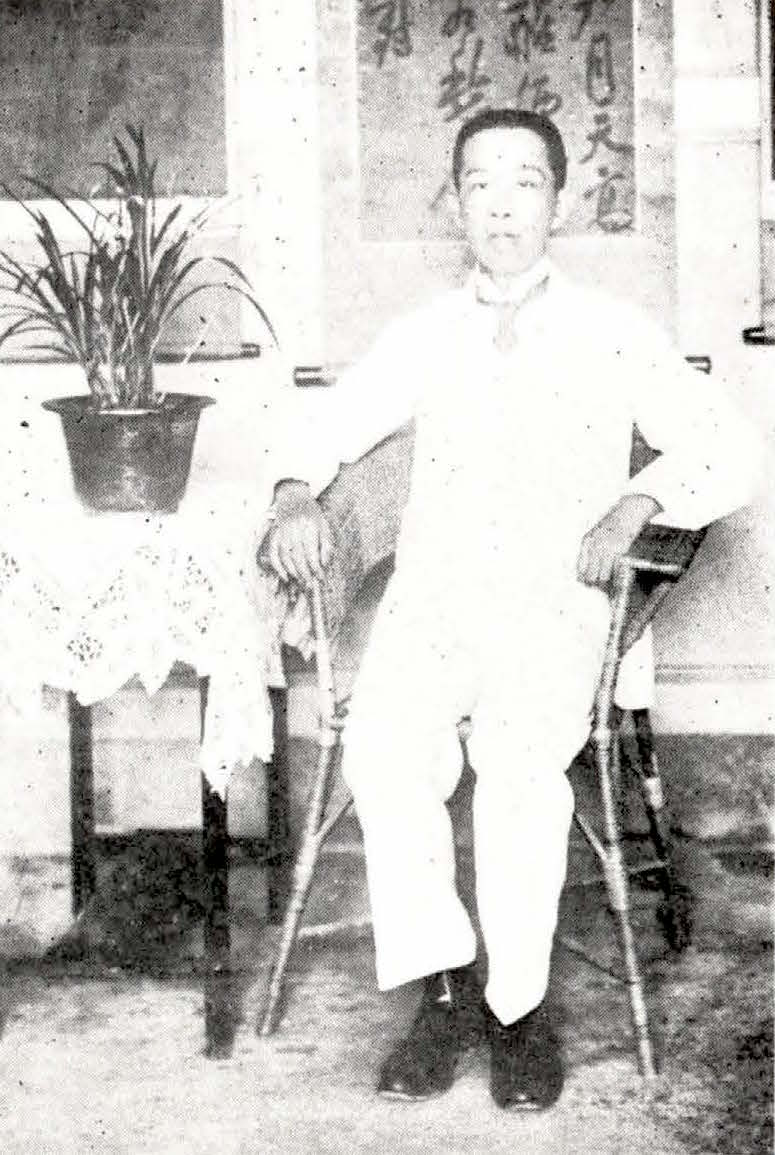
魏清德

### 小說
在20世紀初的臺灣，推理小說才剛引進，許多臺灣傳統文人也開始譯寫偵探小說，而當時臺灣文壇嘗試譯寫最多篇此類小說的正為魏清德，作品常載於《臺灣日日新報》，因此成為引介、譯寫柯南·道爾和莫里斯·盧布朗偵探作品的重要翻譯家。他認為中國法律雖然嚴酷，但因政治腐敗，使得嚴刑峻法毋寧是懲罰一般百姓，而歐洲法制之所以值得效法，首先是政治清明再來是對犯罪有科學研究，因此他對有科學成分的推理小說產生興趣，除翻譯外，也創作推理小說，如〈齒痕〉、〈獅子獄〉等。

### 漢詩
魏清德漢詩受到久保天隨推崇，發表超過500多首。在連雅堂《雅堂叢刊詩稿》中錄有29首。自行出版的《滿鮮吟草》、《潤庵吟草》有100餘首、《尺寸園瓿稿》中的詩作就較有限，詩集容以山水旅遊與文人之間唱酬為主。此外他還有100多篇文作，10餘篇的小說。

### 對聯
在艋舺龍山寺可見到魏清德的對聯與詩作，如在三川殿由康有為書寫的對聯：「龍舸渡迷津，發大慈雲，只要眾生回首，山門開覺路，入歡喜地，更進十住安心。」、前殿的詩作：「南國不搖落，秋桐葉轉深。如何彈指刻，便有去來今。」、「冬顏秀孤松，南山當面起。葉風吹不妨，定力應如此。」等等。他還曾發起地方父老募款給艋舺龍山寺，並委託好友黃土水製作釋迦牟尼佛塑像，後因臺北大空襲被炸毀，石膏原模由黃土水妻子廖桂枝由日本攜回送給魏清德。
2014年，國立臺灣文學館與臺灣大學台文所教授黃美娥出版共8冊的《魏清德全集》。

## 收藏
魏清德的書畫收藏偏好傳統風格書畫的水墨畫，收藏的書畫古今皆有，後人捐贈於國立歷史博物館約327件的書畫收藏。如胡漢民行書中堂、伊秉綬行書中堂、何紹基行書七言聯、許南英行書條幅、呂世宜書法作品、胡適致魏清德詩頁、連雅堂致魏清德信函、于右任詩卷、梁啟超詩作手卷、翁方綱楷書七言絕句廿首、豐子愷彩墨畫《獨立蒼茫自詠詩》、甘國寶指畫《虎》、周凱山水小景暨扇面中堂等。以及有徐枋、笪重光、呂世宜、謝琯樵、林覺、湯貽汾等中國畫家；日本書畫家有日下部鳴鶴、山本竟山、鹽月桃甫、木下靜涯等。

## 家庭
魏清德家中排行第二，弟為魏清壬，父親魏篤生設啟英社作育數十年。魏清德兒子魏火曜、魏炳炎都曾擔任過台大醫學院院長。
2005年5月到10月，新竹市政府文化局展出以「先生」風範為家教世代延續的家族人物，介紹新竹北門前街的魏篤生、魏清德、魏清壬及魏火曜等人。魏家後代多人親臨，也有臺灣醫學界人物聚會。